# Вольфсон, Александр Наумович
Александр Наумович Вольфсон (24 января 1914 — 31 декабря 2000, Москва) — российский драматург и сценарист.
Участник Великой Отечественной войны. В 1950 году окончил ВГИК (сц. ф-т). С 1950-х гг. работает на «Центрнаучфильме». В 1962 году награждён научной Ломоносовской премией. Член КПСС с 1943 года.

## Фильмография
- 1956 — Индия — великая держава — сценарист и режиссёр
- 1958 Неутомимые помощники — сценарист
- 1958 Рассказ о новых материалах сценарист
- 1959 Московские огни сценарист
- 1959 Рассказы о семилетнем плане. На пути к изобилию сценарист
- 1961 Наши друзья-автоматы сценарист
- 1962 Рассказ о пустоте сценарист
- 1964 Город меняет своё лицо сценарист
- 1967 Кое-что о земном притяжении сценарист
- 1967 Чудо из всех чудес сценарист
- 1971 Истоки жизни сценарист
- 1972 Динамовцы сценарист
- 1989 — Даша Севастопольская — кто она ? сценарист